# بخش لیورپول (شهرستان کلمبیانا، اوهایو)
بخش لیورپول (به انگلیسی: Liverpool Township) یک منطقهٔ مسکونی در ایالات متحده آمریکا است که در شهرستان کلمبیانا، اوهایو واقع شده‌است.
 بخش لیورپول ۱۹٫۳ کیلومتر مربع مساحت و ۴٬۰۴۷ نفر جمعیت دارد و ۳۵۶ متر بالاتر از سطح دریا واقع شده‌است.